# Sīmmīneh
Sīmmīneh (persiska: سیمّینه) är en ort i Iran.   Den ligger i provinsen Västazarbaijan, i den nordvästra delen av landet, 500 km väster om huvudstaden Teheran. Sīmmīneh ligger 1 306 meter över havet och antalet invånare är 957.
Terrängen runt Sīmmīneh är varierad. Sīmmīneh ligger nere i en dal. Runt Sīmmīneh är det ganska tätbefolkat, med 155 invånare per kvadratkilometer. Sīmmīneh är det största samhället i trakten. Trakten runt Sīmmīneh består i huvudsak av gräsmarker.